# Pailou (köpinghuvudort i Kina, Liaoning Sheng, lat 40,73, long 122,82)
Pailou (kinesiska: 牌楼, 牌楼镇) är en köpinghuvudort i Kina. Den ligger i provinsen Liaoning, i den nordöstra delen av landet, omkring 130 kilometer söder om provinshuvudstaden Shenyang. Antalet invånare är 34 283. Befolkningen består av 16 916 kvinnor och 17 367 män. Barn under 15 år utgör 15,0 %, vuxna 15-64 år 75 %, och äldre över 65 år 9,0 %.
Runt Pailou är det tätbefolkat, med 442 invånare per kvadratkilometer. Närmaste större samhälle är Haizhou, 14,3 km norr om Pailou. Omgivningarna runt Pailou är en mosaik av jordbruksmark och naturlig växtlighet.
Genomsnittlig årsnederbörd är 976 millimeter. Den regnigaste månaden är juli, med i genomsnitt 249 mm nederbörd, och den torraste är januari, med 7 mm nederbörd.